# Ред-Индиан-Лейк
Ред-Индиан-Лейк (англ. Red Indian Lake) — озеро, расположенное в западной части острова Ньюфаундленд, в провинции Ньюфаундленд и Лабрадор, Канада. Также известно под названиями Индиан-Лейк и Понд. Озеро длинное и узкое, вытянуто с юго-запада на северо-восток, к югу от озера лежат горы Annieopsquotch Mountains. Площадь озера составляет 250 км².
Основное питание от рек Ллойдс, Виктория и Стар. Сток по реке Эксплойтс в бухту Эксплойтс залива Нотр-Дам Атлантического океана. Близ северной оконечности озера находятся населённые пункты Бучанс (центр горнодобывающей промышленности) и Миллертаун (деревообработка).
В районе озера обитают чёрные медведи, северные олени и лоси. В водах озера и реки Эксплойтс ловится форель и атлантический лосось